# Johannes Kaetzler

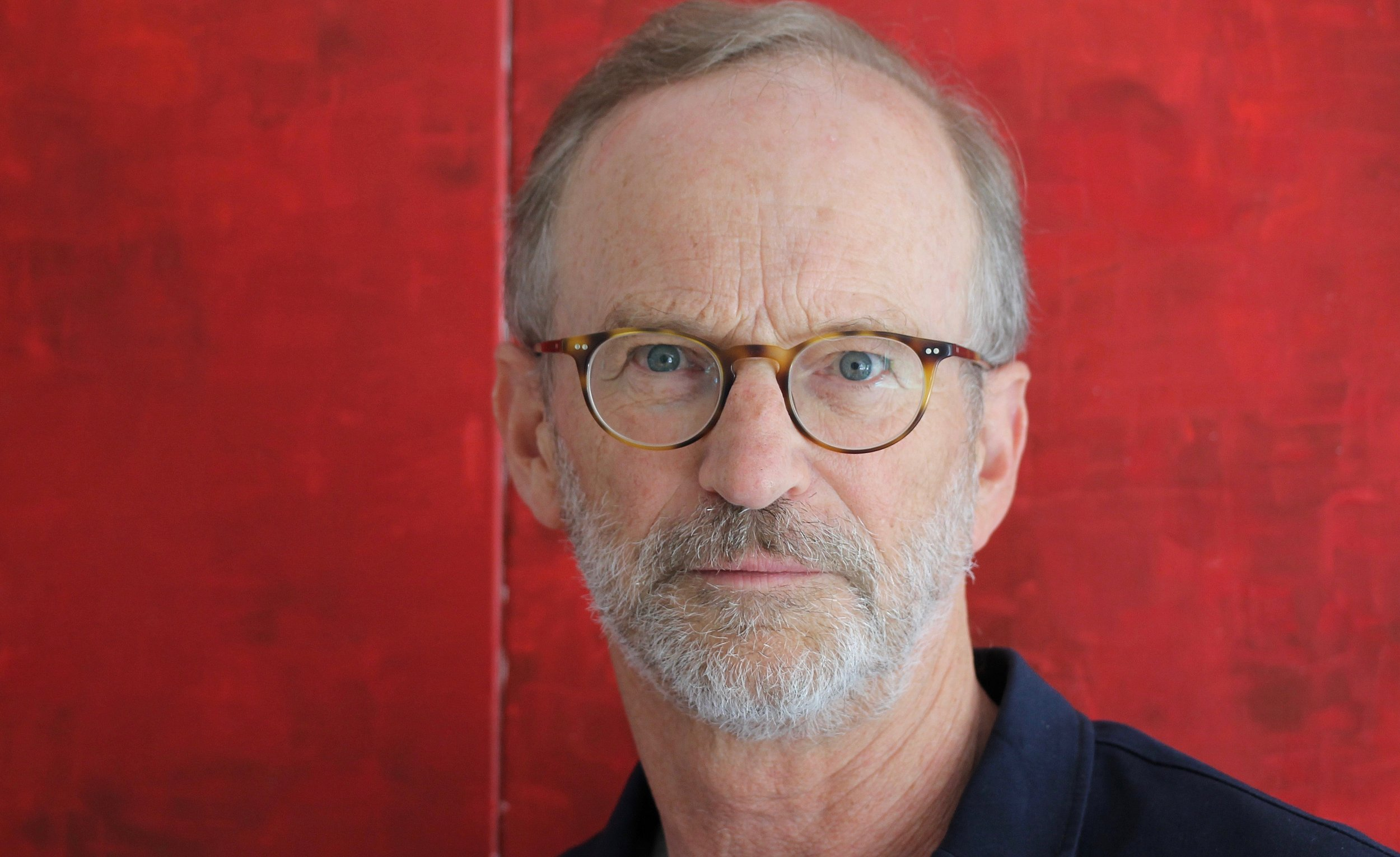
Johannes Kaetzler 2017

Johannes Kaetzler (* 5. Oktober 1954 in Stuttgart) ist ein deutscher Theaterregisseur, Autor und Intendant. 

## Leben
Kaetzler studierte Theater- und Kommunikationswissenschaften in München und absolvierte eine Schauspielausbildung bei Ellen Mahlke. Anschließend war er Regieassistent am Bayerischen Staatsschauspiel u. a. bei Heinz von Cramer. Von 1977 bis 1981 war er ständiger Regieassistent von Ingmar Bergman (Theater und Film). Er debütierte 1980 als Regisseur am Bayerischen Staatsschauspiel, arbeitete als Erster Spielleiter an der Landesbühne Niedersachsen Nord in Wilhelmshaven von 1981 bis 1985, als Oberspielleiter am Stadttheater Gießen von 1989 bis 1993, als leitender Regisseur am Ernst Deutsch Theater in Hamburg von 2006 bis 2007. Seit 2009 ist er Intendant der Kreuzgangspiele Feuchtwangen. Außerdem war er als freier Regisseur an vielen Theatern tätig, u. a. Bad Hersfelder Festspiele, Freies Werkstatt Theater Köln, Stadttheater Heilbronn, Kampnagel in Hamburg, Wuppertaler Bühnen. Kaetzler schrieb auch Theaterstücke und zahlreiche Romandramatisierungen. Seit 2010 ist er auch als Dozent an der Freien Schauspielschule Hamburg tätig.
2008 erhielt er den Kölner Theaterpreis, 2020 den Kreuzgang-Preis (Ensemble-Preis) der Fränkischen Landeszeitung.